# Дорохин, Владимир Дмитриевич
Влади́мир Дми́триевич Доро́хин (род. 19 декабря 1948, Астрахань) — российский дипломат. Чрезвычайный и полномочный посол (2010).

## Биография
Окончил Московский государственный институт международных отношений МИД СССР (1971). Женат с 1971 года. Владеет венгерским, английским и немецким языками.
- В 1977—1991 годах — работа в центральном аппарате МИД СССР и МИД РФ и в дипломатических представительствах за рубежом.
- В 1991—1997 годах — советник-посланник Посольства СССР, Российской Федерации в Венгерской Республике.
- С апреля 1998 по 1999 год — заместитель директора, исполняющий обязанности директора Департамента по культурным связям и делам ЮНЕСКО МИД России.
- В 1999—2001 годах — директор Департамента по культурным связям и делам ЮНЕСКО МИД России.
- С 28 августа 2001 по 10 октября 2005 года — чрезвычайный и полномочный посол Российской Федерации в Республике Замбия[1][2].
- С 24 февраля 2009 по 27 ноября 2017 года — чрезвычайный и полномочный посол Российской Федерации в Азербайджанской Республике[3][4]. 2 апреля 2009 года вручил верительные грамоты Президенту Азербайджанской Республики.

## Награды
- Орден Дружбы (22 мая 2014) — за достигнутые трудовые успехи, значительный вклад в социально-экономическое развитие Российской Федерации, реализацию внешнеполитического курса Российской Федерации, заслуги в гуманитарной сфере, многолетнюю добросовестную работу, активную общественную деятельность[5].
- Юбилейная медаль «65 лет Победы в Великой Отечественной войне 1941—1945 гг.» (2010)[6]
- Орден святого преподобного Серафима Саровского (2014, РПЦ)[7]
- Медаль «Ветеранская солидарность» (2015, Азербайджан)[8]
- Благодарственное письмо ассоциации «Луч» (2014)[9]

## Дипломатический ранг
- Чрезвычайный и полномочный посланник 2 класса (20 июля 1994)[10]
- Чрезвычайный и полномочный посланник 1 класса (2 декабря 2004)[11]
- Чрезвычайный и полномочный посол (22 ноября 2010)[12]